# ريباكانديدا
ريباكانديدا (بالإيطالية: Ripacandida)‏ هي بلدية في مقاطعة بوتنسا في إقليم بازيليكاتا الإيطالي.

## السكان
في سنة 1861 بلغ عدد السكان 3٬927 نسمة، وتطور العدد ليصل في سنة 2011 لـ 1٬733 نسمة.
يظهر هذا المخطط البياني تطور النمو السكاني لـ ريباكانديدا

## توأمة
لريباكانديدا اتفاقيات توأمة مع كل من:
- أنزي
- اوليتا
- أسيزي